# Mark A. Milley

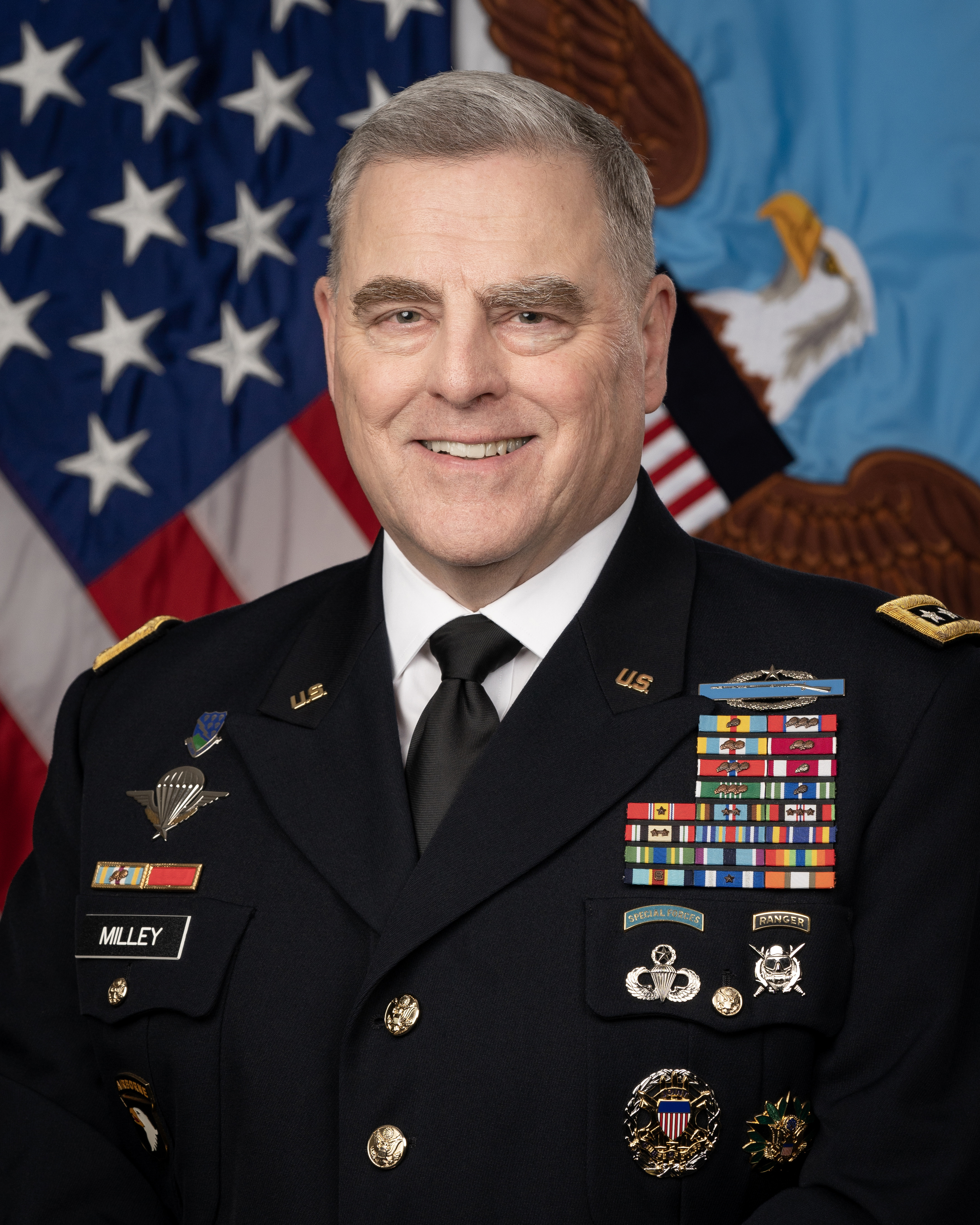
Mark Milley (2023)

Mark Alexander Milley (* 20. Juni 1958 in Winchester, Massachusetts) ist ein pensionierter General der United States Army (USA). Er war vom 1. Oktober 2019 bis 29. September 2023 Generalstabschef der Streitkräfte der Vereinigten Staaten (englisch Chairman of the Joint Chiefs of Staff, kurz: CJCS). Milley war der 20. Vorsitzende der JCS seit deren Einführung 1949.

## Ausbildung
Milley, geboren 1958 in Massachusetts, schloss ein Studium an der Princeton University 1980 mit einem Bachelor in Politikwissenschaft ab. Seine weitere Ausbildung umfasst unter anderem Masterabschlüsse in Internationalen Beziehungen von der Columbia University und in National Security and Strategic Studies vom Naval War College.
Milley wurde 1980 im Rahmen des Reserve Officer Training Corps in Princeton zum Offizier ernannt. Während seiner militärischen Laufbahn bis 2008 hatte Milley mehrere Kommando- und Stabspositionen in acht Divisionen und Spezialeinheiten inne. Im Laufe seiner Karriere war Milley unter anderem bei der 82nd Airborne Division, der 5th Special Forces Group, der 7th Infantry Division, der 2nd Infantry Division, dem Joint Readiness Training Center, der 25th Infantry Division, dem Operations Staff of the Joint Staff und als Military Assistant des Verteidigungsministers tätig.

## Dienst im Generalsrang

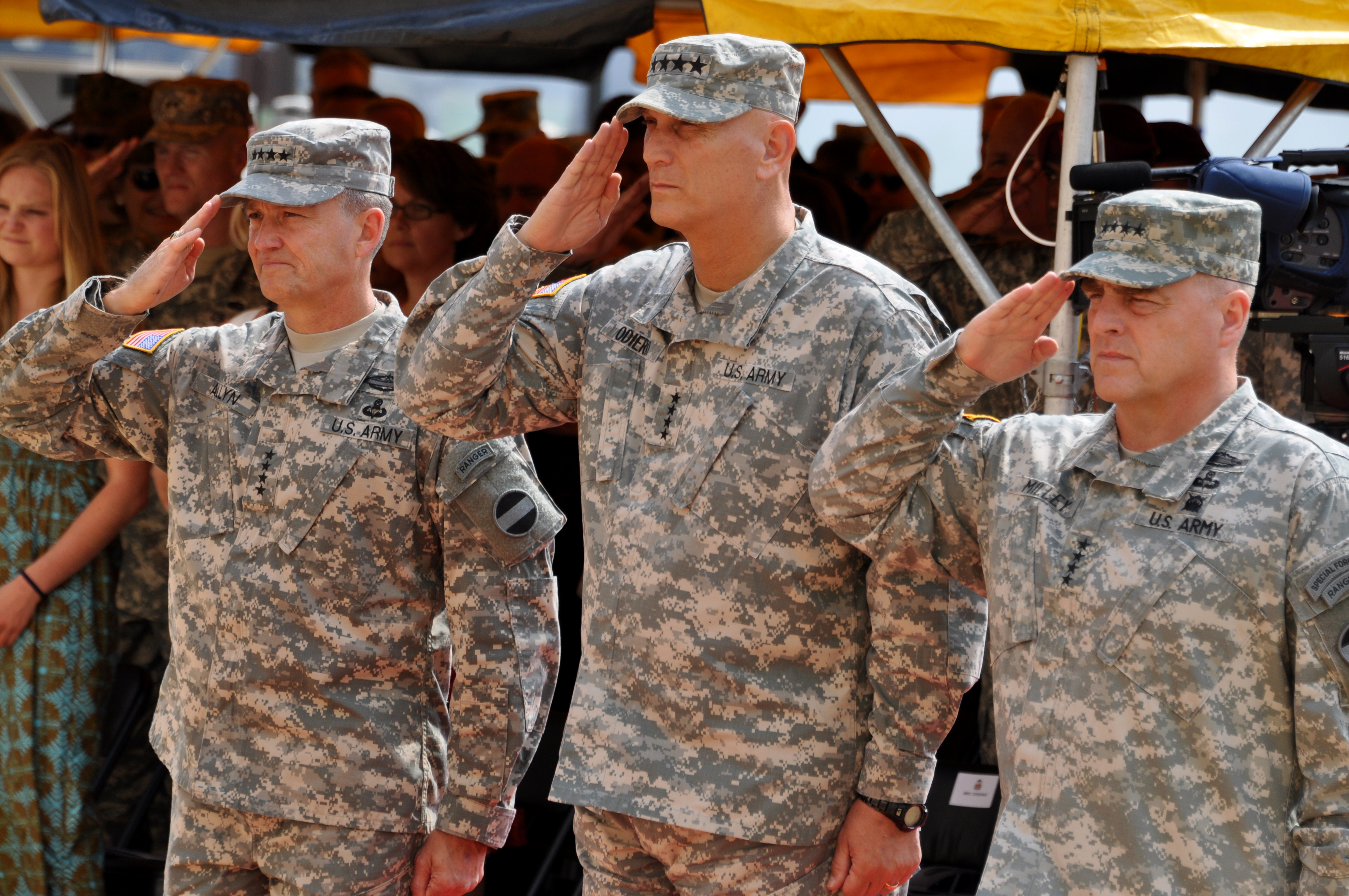
Milley (r.) mit Vorgänger Allyn (l.) und dem damaligen Chief of Staff of the Army, General Raymond Odierno (Mitte), während der Kommandoübergabe am FORSCOM am 15. August 2014

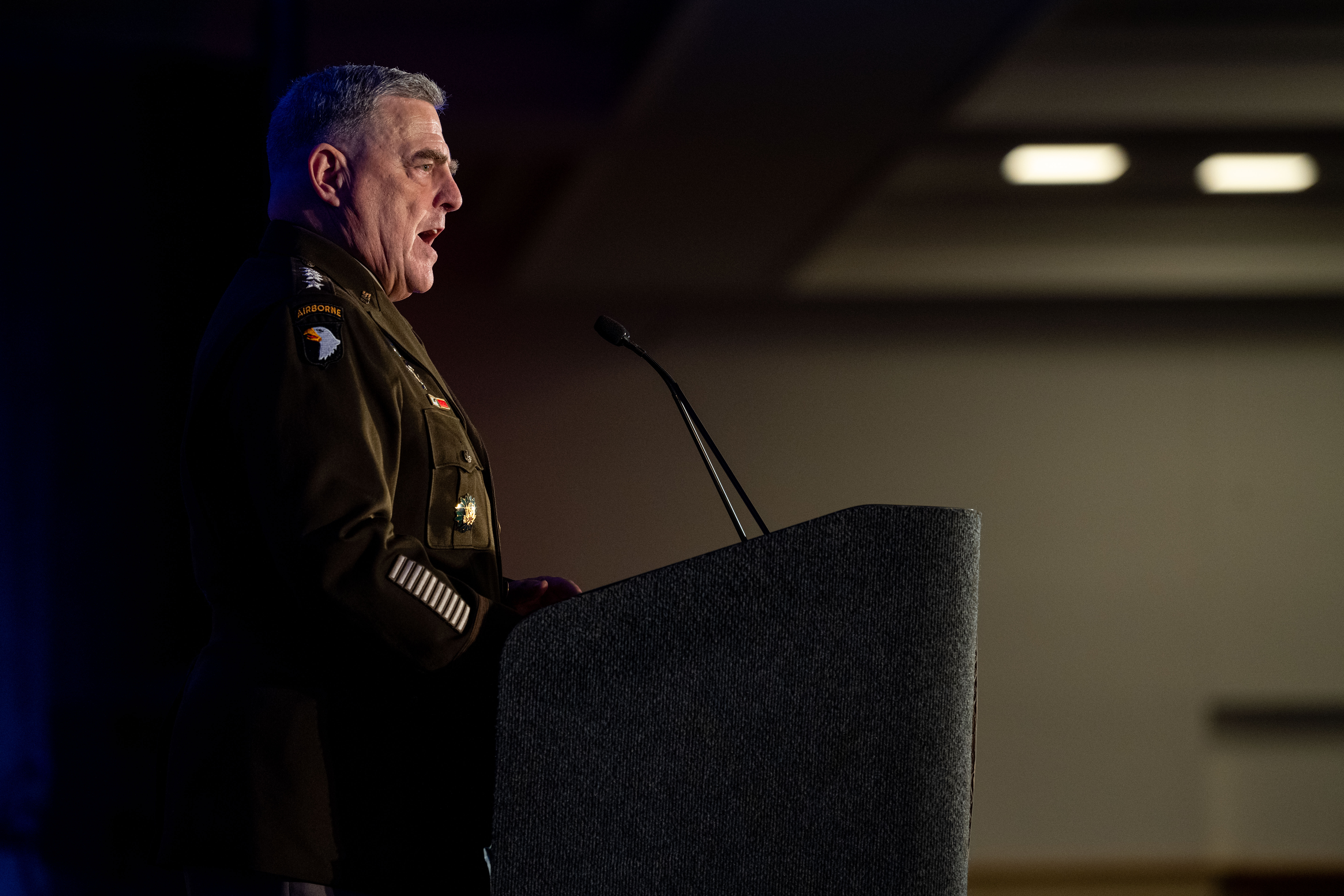
Milley bei einer Rede zum Kommandowechsel des USSOCOM in Tampa, Florida, am 30. August 2022

Am 1. Februar 2008 zum Brigadegeneral befördert diente Milley als stellvertretender Divisionskommandeur für Operationen der 101st Airborne Division während der Operation Enduring Freedom in Afghanistan. Im April 2009 erfolgte die Verwendung als stellvertretender Direktor für regionale Operationen im Vereinigten Generalstab in Washington, D.C.; diese Position bekleidete er bis Mitte 2011, vom Jahreswechsel 2010/2011 an im Range eines Generalmajors.
Ab Mitte 2011 kommandierte Milley die 10th Mountain Division in Fort Drum, New York, Ende 2012 übernahm er unter Beförderung zum Generalleutnant den Befehl über das III. US-Corps in Fort Hood, Texas.
Von Mai 2013 an war Milley als Befehlshaber des International Security Assistance Force Joint Command und stellvertretender Befehlshaber der United States Forces – Afghanistan für etwa elf Monate in Afghanistan stationiert. Während dieser Zeit blieb er in Personalunion Kommandierender General des III. US-Corps in Fort Hood, wo sich am 2. April 2014, elf Tage nach seiner Rückkehr dorthin, ein Amoklauf ereignete, bei dem vier Menschen starben und 16 verletzt wurden.
Am 7. Juli 2014 nominierte US-Präsident Barack Obama Milley für die Nachfolge von Daniel Allyn, der seinerseits den Posten des stellvertretenden Generalstabsvorsitzenden der USAR übernahm, als Befehlshaber des FORSCOM. Der US-Senat bestätigte die Personalie am 23. Juli. Milley trat das Kommando am 15. August an; seine Beförderung zum General erfolgte im Rahmen der Kommandoübergabe.
Am 14. August 2015 übernahm Milley den Vorsitz über den Generalstab der United States Army von General Raymond Odierno, der seinerseits in den Ruhestand trat.
Er war seit dem 1. Oktober 2019 Vorsitzender des Vereinigten Generalstabs der Streitkräfte der Vereinigten Staaten (engl. Chairman of the Joint Chiefs of Staff, kurz: CJCS). Milley war der 20. Vorsitzende der JCS seit deren Einführung 1949. Am 1. Juni 2020 begleitete Milley Präsident Donald Trump, der sich im Rahmen der Proteste infolge des Todes von George Floyd in Washington, D.C. vor die nahegelegene Kirche St. John’s Episcopal Church begab, welche am Tag zuvor durch ein Feuer beschädigt wurde, zu einem Fototermin, bei dem Trump mit der Bibel posierte. Später distanzierte sich Milley von dem Fototermin sowie den Forderungen nach einem Militäreinsatz im Inland.
Nach Trumps Abwahl im November 2020 warnte Milley seine Militärs im Vorfeld des Sturms auf das Kapitol in Washington 2021 vor einem „Reichstag-Moment“ und soll Parallelen zwischen Trump und Hitler gezogen haben. Nach der Erstürmung des Kapitols am 6. Januar 2021 in Washington D.C. traf Milley geheime Vorkehrungen, um die alleinige Befehlsgewalt von Trump über Atomwaffen einzuschränken (fernab des Umstands, dass die Befehlsgewalt über den Einsatz von Atomwaffen allein der National Command Authority – gebildet in erster Linie aus dem Präsidenten und dem Verteidigungsminister – zusteht). 
Er rief am 8. Januar 2021 die Sprecherin des Repräsentantenhauses Nancy Pelosi an und versicherte ihr, dass das Militär nichts „Verrücktes oder Illegales“ tun würde – „sei es der Gebrauch von Atomwaffen oder ein Angriff auf ein fremdes Land“. In jenem Telefonat stimmte er Pelosis Aussage zu, dass Trump verrückt sei.
Am 16. November 2022, neun Monate nach dem Beginn des völkerrechtswidrigen Überfalls Russlands auf die Ukraine, sagte Milley auf einer Pressekonferenz: „Die Wahrscheinlichkeit eines ukrainischen militärischen Sieges, der darin besteht, die Russen aus der gesamten Ukraine zu vertreiben, einschließlich der von ihnen als Krim bezeichneten Region, ist militärisch gesehen nicht sehr hoch.“ Schon vorher trat er für Verhandlungen mit Russland ein und stand damit im Gegensatz zur öffentlichen Meinung der US-Regierung.
Am 29. September 2023 wurde er auf der Joint Base Myer-Henderson Hall offiziell und im Beisein von US-Präsident Joe Biden verabschiedet. Luftwaffengeneral Charles Q. Brown wurde als neuer Generalstabschef vereidigt. Auch der Generalinspekteur der Bundeswehr Carsten Breuer war als Gast anwesend. Milley sagte dabei „Wir legen keinen Eid vor einem König, einer Königin, einem Tyrannen oder Diktator ab“ ... „Wir legen auch keinen Eid vor einem Möchtgern-Diktator ab.“ Er betonte, US-Soldaten würden ihren Eid auf die Verfassung der Vereinigten Staaten ablegen.
Im Vorfeld der US-Präsidentschaftswahl am 5. November 2024 soll Milley laut Bob Woodward vor Donald Trump als dem für die USA „gefährlichsten Menschen aller Zeiten“ gewarnt haben. Dieser sei „Faschist durch und durch“.
In den letzten Stunden von Präsident Joe Bidens Amtszeit war Milley eine der Personen, denen gegenüber der Präsident ein federal pardon („Begnadigung nach Bundesrecht“) aussprach. Biden betonte ausdrücklich, dass dies nicht geschehe, weil Milley sich eines Vergehens schuldig gemacht habe. Damit solle vielmehr sichergestellt werden, dass Milley während der folgenden Amtszeit von Präsident Donald Trump nicht politisch motivierten Strafverfahren seitens der Bundesbehörden ausgesetzt werde. Unmittelbar nach der erneuten Amtseinführung von Präsident Trump am 20. Januar 2025 wurde im Pentagon, dem Sitz des Verteidigungsministeriums der Vereinigten Staaten, nach Informationen der Nachrichtenagenturen Reuters und AFP Milleys erst kurz zuvor eingeweihtes Porträt abgehängt, das sich in der Galerie der ehemaligen Generalstabschefs, in einem Flur nahe der Eingangshalle, befand. Zudem wurde ihm die Sicherheitsfreigabe entzogen, der Personenschutz aberkannt und es begann eine Prüfung, ob ihm ein Generalsstern aberkannt werden kann.

## Privates
Mark Milley ist verheiratet mit Hollyanne Milley, gemeinsam haben sie einen Sohn und eine Tochter.

## Beförderungen
| Rang               | Jahr              |
| ------------------ | ----------------- |
| Second Lieutenant  | 10. Juni 1980     |
| First Lieutenant   | 28. November 1981 |
| Captain            | 1. März 1984      |
| Major              | 20. Juni 1991     |
| Lieutenant Colonel | 25. Mai 1995      |
| Colonel            | 1. Mai 2001       |
| Brigadier General  | 1. Februar 2008   |
| Major General      | 22. Dezember 2010 |
| Lieutenant General | 3. Dezember 2012  |
| General            | 15. August 2014   |

## Auszeichnungen
Auswahl der Dekorationen, sortiert in Anlehnung an die Order of Precedence of Military Awards:
- Defense Distinguished Service Medal mit bronzenem Eichenlaub
- Army Distinguished Service Medal mit dreifachen bronzenem Eichenlaub
- Defense Superior Service Medal mit zweifachen bronzenem Eichenlaub
- Legion of Merit mit zweifachen bronzenem Eichenlaub
- Bronze Star Medal mit dreifachen bronzenem Eichenlaub
- Meritorious Service Medal mit silbernem Eichenlaub
- Army Commendation Medal mit vierfachen bronzenem Eichenlaub
- Army Achievement Medal mit bronzenem Eichenlaub
- Joint Meritorious Unit Award mit bronzenem Eichenlaub
- Meritorious Unit Commendation mit zweifachen bronzenem Eichenlaub
- National Defense Service Medal mit bronzenem Service Star
- Armed Forces Expeditionary Medal mit zwei bronzenen Service Stars
- Afghanistan Campaign Medal mit zwei bronzenen Service Stars
- Iraq Campaign Medal mit zwei bronzenen Service Stars
- Global War on Terrorism Service Medal
- Korea Defense Service Medal
- Humanitarian Service Medal
- Army Service Ribbon
- Army Overseas Service Ribbon
- NATO-Medaille mit bronzenem Service Star
- Multinational Force and Observers Medal